# José María Ballestas
José María Ballestas Tirado, alias "Yiyo" es un guerrillero colombiano, miembro del Ejército de Liberación Nacional (ELN) que participó en el secuestro de un avión Fokker 50, durante el vuelo 9463 de Avianca que cubría la ruta Bucaramanga-Bogotá, el 12 de abril de 1999.

## Caso Ballestas

### Captura
El 13 de febrero de 2001, Ballestas y su compañera Patricia Montero Delgado, fueron localizados y arrestados por policías colombianos y venezolanos que actuaban en una operación conjunta y cuya misión final era deportarlos a Colombia. En el operativo participaron específicamente miembros de la Policía Técnica Judicial de Venezuela, la Interpol y agentes secretos de Colombia. El 14 de febrero, Ballestas y Montero pasaron todo el día en interrogatorios. Cuando iba a ser deportado a Colombia, el 15 de febrero, el ministro del Interior venezolano, Luis Miquilena la evitó, basándose en razones humanitarias, además de que intervino la organización de derechos humanos venezolana PROVEA.

Como ministro yo recibí una comunicación del Ministro de la Secretaria de la Presidencia, Elías Jaua, de que se estaba practicando un procedimiento ilegal. Yo mandé a parar el procedimiento de expulsión para profundizar en el caso, que hemos considerado una cuestión de Estado.
Luis Miquilena

El Caso Ballestas, así como los incesantes desmentidos del gobierno de Hugo Chávez sobre la presencia y detención en su país del guerrillero buscado por la justicia colombiana, causó malestar en el gobierno colombiano que como prueba publicó el video cuando Ballestas es arrestado.
El 7 de abril de 2001, la Fiscalía General de Venezuela solicitó la detención preventiva de José María Ballestas, argumentando que cometió un delito en Venezuela al utilizar un documento de identificación falso durante su permanencia ilegal en el país. El fiscal general, Isaías Rodríguez, admitió que los delitos eran menores, por lo que un juez instructor del caso le dio libertad condicionada a Ballestas.

### Sentencia en Venezuela
El 3 de mayo de 2001, Ballesta y su abogado asistieron al Tribunal 18 de Control de Caracas para una audiencia especial en la que le informaron la sentencia por los delitos de "forjamiento y utilización de documentos de identidad falsos" contemplados en la justicia venezolana. Ballestas fue condenado a cumplir con un año y nueve meses de cárcel, la mínima sanción del Código Penal venezolano.

### Petición de extradición a Colombia
Inicialmente, el 12 de marzo de 2001 la Fiscalía colombiana solicitó al Gobierno de la República de Venezuela la extradición de Ballestas con fundamento en el Acuerdo Bolivariano sobre Extradición (fol. 122 c.o.16).
El gobierno colombiano solicitó, por nota diplomática N.º 614, dirigida al Ministerio de Relaciones Exteriores, la detención provisional y extradición del guerrillero del ELN, José María Ballestas por delitos relacionados al secuestro del vuelo 9463 de Avianca.
Tras el reconocimiento público por parte del gobierno de Hugo Chávez de que si hacia presencia en Venezuela el guerrillero Ballestas, Colombia solicitó formalmente su extradición a Colombia.

### Extradición a Colombia
Después que el Tribunal Supremo de Justicia de Venezuela acordara la extradición de Ballestas, finalmente el 19 de julio, Ballestas fue entregado en extradición a las autoridades colombianas y trasladado en helicóptero al Aeropuerto Internacional de Maiquetía Simón Bolívar. De ahí partió en un vuelo comercial de Avianca hacia Bogotá donde fue recluido en los calabozos del Departamento Administrativo de Seguridad (DAS).

## Condena
Ballestas fue condenado por Juzgado Séptimo Penal del Circuito Especializado de Bogotá a permanecer 30 años en prisión y a pagar una multa de 50 mil salarios mínimos legales mensuales por los delitos de "secuestro extorsivo agravado y apoderamiento y desvío de aeronave". Dentro del expediente se encontraron pruebas suficientes que dieron certeza a que Ballestas participó en el apoderamiento y desvío de la aeronave, participación en secuestro extorsivo agravado y rebelión, que fueron referidos en la resolución acusatoria de la Unidad Nacional de Derechos Humanos y Derecho Internacional Humanitario de la Fiscalía.

## Secuestro dentro de la cárcel
El 2 de abril de 2002, Ballestas secuestró a los guardias del Instituto Nacional Penitenciario y Carcelario(INPEC), que le vigilaban y prestaban seguridad a la cárcel de máxima seguridad de la Penitenciaría La Picota de Bogotá. Ballestas y otros internos impidieron el traslado de un recluso a la sección de sanidad de la cárcel. Para impedir el traslado, secuestraron a los carceleros, no permitieron el cierre de las esclusas al atravesar los arcos de la cancha de microfútbol y las rejillas metálicas de las alcantarillas. Para poder liberar a los carceleros, negociadores les engañaron para firmar un documento manifestando que no fueron secuestrados, ni maltratados.
El 2 de diciembre de 2002, un Fiscal de la Unidad Nacional Contra el Secuestro y la Extorsión acusó a Ballestas y a otros del delito de secuestro extorsivo agravado en concurso con daño en bien ajeno agravado.